# 江阴镇
江阴镇是中国福建省福州市福清市下辖的一个镇。

## 行政区划
江阴镇共辖23个行政村，93个自然村，分别是：
庄前村、梨港村、屿礁村、莆头村、高岭村、下垄村、北郭村、岭口村、小麦村、田头村、门口村、赤厝村、下堡村、浔头村、下石村、何厝村、占泽村、南曹村、东井村、后陈村、龙门村、潘厝村和后庄村。
交通
江阴半岛交通十分便捷。江阴大堤又叫岭下公路堤，位于江阴西北部，填海于迳江东西岸，全长600米。大堤建成后江阴变孤岛为半岛，对繁荣江阴经济起了决定性的作用；渔溪—江阴公路全长21千米，直通福厦公路渔溪段；镇西公路由镇区至渔江公路岭下大堤，全长18.5千米，可直通福州—昆明公路（G324）渔溪段；镇南公路由镇区至壁头港区码头，全长3.5千米；新厝—江阴公路（简称“新江公路”，为国道丹东—东兴公路，即G228组成段）由新厝镇至江阴港区码头，全长12.5千米，直通福州—昆明公路（G324）新厝段。另有闽高速S11福州—厦门高速公路江阴支线段过境。